# Laguna Lagunillas (Peru)
Die Laguna Lagunillas ist ein See auf dem Anden-Altiplano in der Region Puno in Peru.

## Lage im Nahraum
Der See liegt in der Provinz Lampa in einer Entfernung von siebzig Kilometern westlich des Titicacasees auf einer Höhe von 4174 m und hat eine Fläche von etwa 65 Quadratkilometern. Er hat eine Länge von achtzehn Kilometern und eine Breite von fast sechs Kilometern und erreicht eine maximale Tiefe von 47,6 Metern. Der See wird über den Río Coata zum Titicacasee hin entwässert. Im Jahr 1995 wurde am Ausfluss des Sees ein Staudamm errichtet, der den Abfluss reguliert. Etwa 12 km ostnordöstlich des Sees liegt die Kleinstadt Santa Lucía.

## Geographie
Das Klima ist wegen der Binnenlage kühl und trocken und durch ein typisches Tageszeitenklima gekennzeichnet, bei dem die mittleren Temperaturschwankungen zwischen Tag und Nacht in der Regel deutlich größer sind als die jahreszeitlichen Temperaturschwankungen.
Die Jahresdurchschnittstemperatur der Region liegt bei 4 °C und schwankt zwischen 0 °C im Juni und Juli und 6 °C von November bis Januar. Der Jahresniederschlag beträgt nur 700 mm, bei einer ausgeprägten Trockenzeit von Mai bis August mit Monatsniederschlägen unter 15 mm, und nennenswerten Niederschlägen nur von Dezember bis März mit mehr als 100 mm Monatsniederschlag.

## Ökologie
Der See bildet einen wichtigen Lebensraum für Vögel wie Orinokogans (Neochen jubata), Andenflamingo (Phoenicoparrus andinus), Chileflamingo (Phoenicopterus chilensis) und Inkataucher (Podiceps occipitalis).

## Besiedlung
Die Region um die Laguna Lagunillas herum weist nur eine geringfügige Besiedlung auf, allerdings wird der See intensiv befischt. Gleichzeitig ist die Laguna Lagunillas ein wichtiges Trinkwasser-Reservoir für die Region Puno.